# Josh Green
Joshua Benjamin Green, detto Josh (Sydney, 16 novembre 2000), è un cestista australiano.

## Carriera

### High school
Mentre era in Australia, Green ha frequentato la King's School di Sydney ed è stato selezionato per rappresentare la squadra statale Under-16 del New South Wales all'età di 13 anni. Più tardi quell'anno, la famiglia Green si è trasferita a Phoenix, in Arizona, e nel 2015 Josh si è iscritto alla Mountain Ridge High School. Nel 2017, si è trasferito alla IMG Academy in Florida. Nella partita finale della sua carriera al liceo, Green ha portato IMG alla vittoria del campionato nazionale battendo per 65-55 La Lumieree e conquistando il titolo di MVP del campionato. È stato selezionato per il McDonald's All-American Boys Game 2019 insieme a Niccolò Mannion.

### College
Nella sua seconda partita al college ha segnato 20 punti mentre Arizona ha battuto Illinois per 90-69. Ha saltato la partita contro UCLA il 29 febbraio a causa di una distorsione alla parte bassa della schiena. Ha registrato una media di 12,0 punti, 4,6 rimbalzi, 2,6 assist e 1,5 palle recuperate a partita per i Wildcats. Dopo la stagione, ha dichiarato la sua eleggibilità per il Draft NBA 2020.

### NBA

#### Dallas Mavericks (2020-)
Il 18 novembre 2020, al Draft NBA 2020, viene chiamato con la 18ª assoluta dai Dallas Mavericks.

## Statistiche

### NCAA
| Anno      | Squadra          | PG | PT | MP   | TC%  | 3P%  | TL%  | RP  | AP  | PRP | SP  | PP   |
| --------- | ---------------- | -- | -- | ---- | ---- | ---- | ---- | --- | --- | --- | --- | ---- |
| 2019-2020 | Arizona Wildcats | 30 | 30 | 30,9 | 42,4 | 36,1 | 78,0 | 4,6 | 2,6 | 1,5 | 0,4 | 12,0 |
| Carriera  | Carriera         | 30 | 30 | 30,9 | 42,4 | 36,1 | 78,0 | 4,6 | 2,6 | 1,5 | 0,4 | 12,0 |

#### Massimi in carriera
- Massimo di punti: 24 vs Pepperdine (28 novembre 2019)[1]
- Massimo di rimbalzi: 12 vs Wake Forest (1º dicembre 2019)
- Massimo di assist: 6 vs Oregon State (20 febbraio 2020)
- Massimo di palle rubate: 4 vs Oregon State (20 febbraio 2020)
- Massimo di stoppate: 3 vs Arizona State (4 gennaio 2020)
- Massimo di minuti giocati: 37 (3 volte)

### NBA

#### Regular Season
| Anno      | Squadra           | PG  | PT  | MP   | TC%  | 3P%  | TL%  | RP  | AP  | PRP | SP  | PP  |
| --------- | ----------------- | --- | --- | ---- | ---- | ---- | ---- | --- | --- | --- | --- | --- |
| 2020-2021 | Dallas Mavericks  | 39  | 5   | 11,4 | 45,2 | 16,0 | 56,5 | 2,0 | 0,7 | 0,4 | 0,1 | 2,6 |
| 2021-2022 | Dallas Mavericks  | 67  | 3   | 15,5 | 50,8 | 35,9 | 68,9 | 2,4 | 1,2 | 0,7 | 0,2 | 4,8 |
| 2022-2023 | Dallas Mavericks  | 60  | 21  | 25,7 | 53,7 | 40,2 | 72,3 | 3,0 | 1,7 | 0,7 | 0,1 | 9,1 |
| 2023-2024 | Dallas Mavericks  | 57  | 33  | 26,4 | 47,9 | 38,5 | 68,4 | 3,2 | 2,3 | 0,8 | 0,2 | 8,2 |
| 2024-2025 | Charlotte Hornets | 68  | 67  | 27,8 | 42,8 | 39,1 | 68,1 | 2,5 | 1,6 | 1,1 | 0,2 | 7,4 |
| Carriera  | Carriera          | 291 | 129 | 22,0 | 48,2 | 38,0 | 68,7 | 2,7 | 1,5 | 0,8 | 0,2 | 6,7 |

#### Playoffs
| Anno     | Squadra          | PG | PT | MP   | TC%  | 3P%  | TL%  | RP  | AP  | PRP | SP  | PP  |
| -------- | ---------------- | -- | -- | ---- | ---- | ---- | ---- | --- | --- | --- | --- | --- |
| 2021     | Dallas Mavericks | 1  | 0  | 4,2  | 0,0  | 0,0  | -    | 0,0 | 0,0 | 0,0 | 0,0 | 0,0 |
| 2022     | Dallas Mavericks | 16 | 0  | 7,6  | 28,6 | 22,7 | 25,0 | 0,8 | 0,4 | 0,3 | 0,0 | 1,4 |
| 2024     | Dallas Mavericks | 22 | 0  | 18,1 | 42,4 | 39,0 | 73,7 | 2,5 | 1,0 | 0,8 | 0,1 | 5,0 |
| Carriera | Carriera         | 39 | 0  | 13,4 | 38,9 | 34,6 | 59,3 | 1,7 | 0,8 | 0,6 | 0,1 | 3,4 |

#### Massimi in carriera
- Massimo di punti: 29 vs Utah Jazz (6 febbraio 2023)[2]
- Massimo di rimbalzi: 12 vs Sacramento Kings (5 marzo 2022)
- Massimo di assist: 10 vs Portland Trail Blazers (27 dicembre 2021)
- Massimo di palle rubate: 4 (2 volte)
- Massimo di stoppate: 2 (2 volte)
- Massimo di minuti giocati: 45 vs San Antonio Spurs (15 marzo 2023)

### G League
| Anno      | Squadra       | PG | PT | MP   | TC%  | 3P%  | TL%  | RP  | AP  | PRP | SP  | PP   |
| --------- | ------------- | -- | -- | ---- | ---- | ---- | ---- | --- | --- | --- | --- | ---- |
| 2020-2021 | S.L.C. Stars  | 6  | 3  | 29,7 | 45,5 | 17,6 | 66,7 | 4,8 | 3,5 | 2,2 | 0,2 | 13,5 |
| 2021-2022 | Texas Legends | 1  | 1  | 31,7 | 57,1 | 33,3 | 100  | 7,0 | 5,0 | 0,0 | 0,0 | 20,0 |
| Carriera  | Carriera      | 7  | 4  | 30,0 | 47,3 | 21,7 | 71,4 | 5,1 | 3,7 | 1,9 | 0,1 | 14,4 |

## Palmarès

### Individuale
- McDonald's All-American Game (2019)
- 2X Nike Hoop Summit (2018, 2019)
- Olimpiadi
 Tokyo 2020